# Ascona

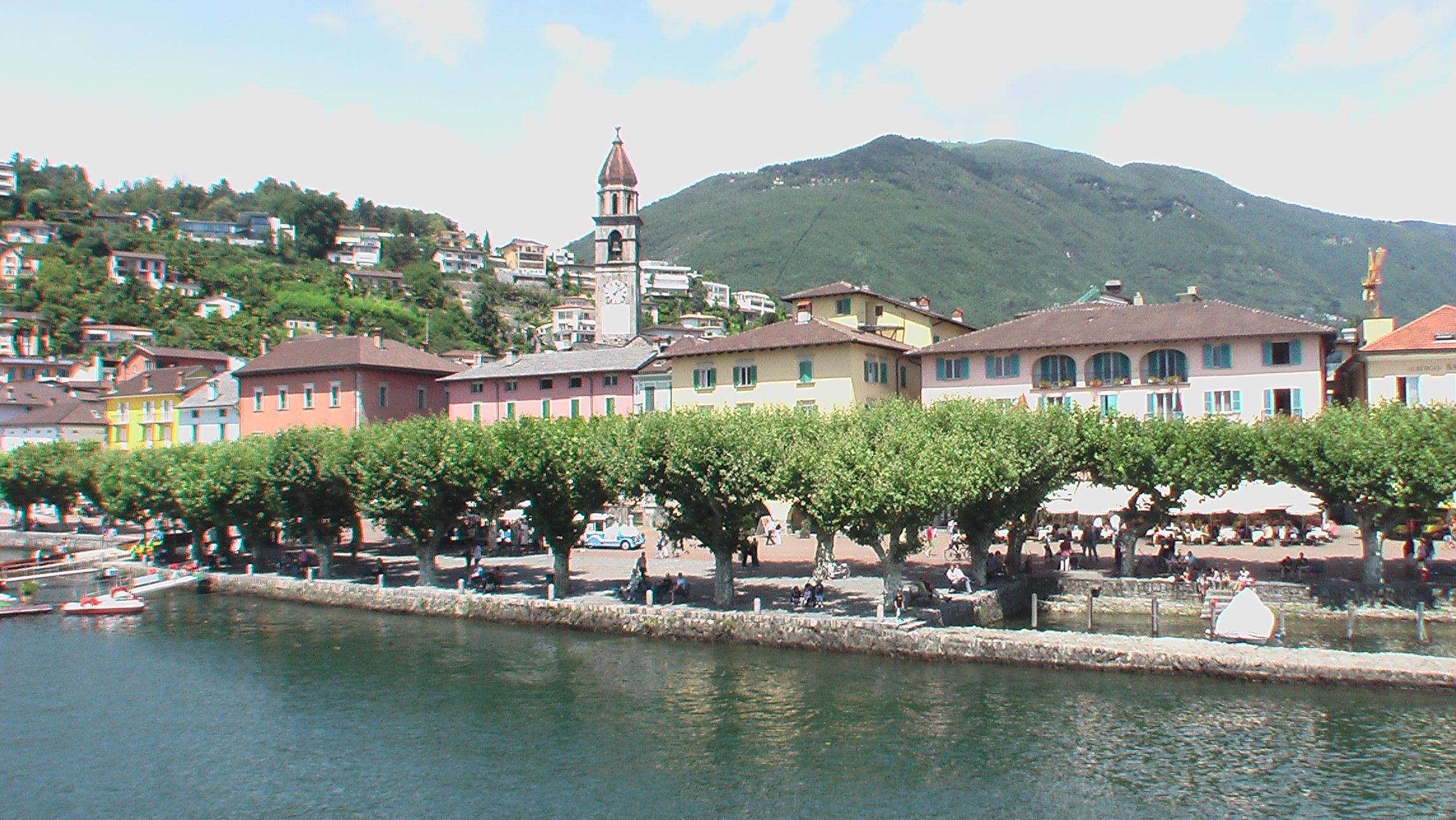
Ascona

Ascona (germană Aschgunen) este o comunitate politică și stațiune balneară pe malul de nord al lui Lago Maggiore în districtul Locarno, cantonul Ticino, Elveția.